# Joshua Hassan
Sir Joshua Abraham Hassan (ur. 21 sierpnia 1915 na Gibraltarze, zm. 1 lipca 1997 tamże) – gibraltarski polityk pochodzenia żydowskiego (Żydzi sefardyjscy). Pierwszy burmistrz i szef ministrów Gibraltaru w latach 1964–1969 oraz 1972–1987.